# 램버스궁

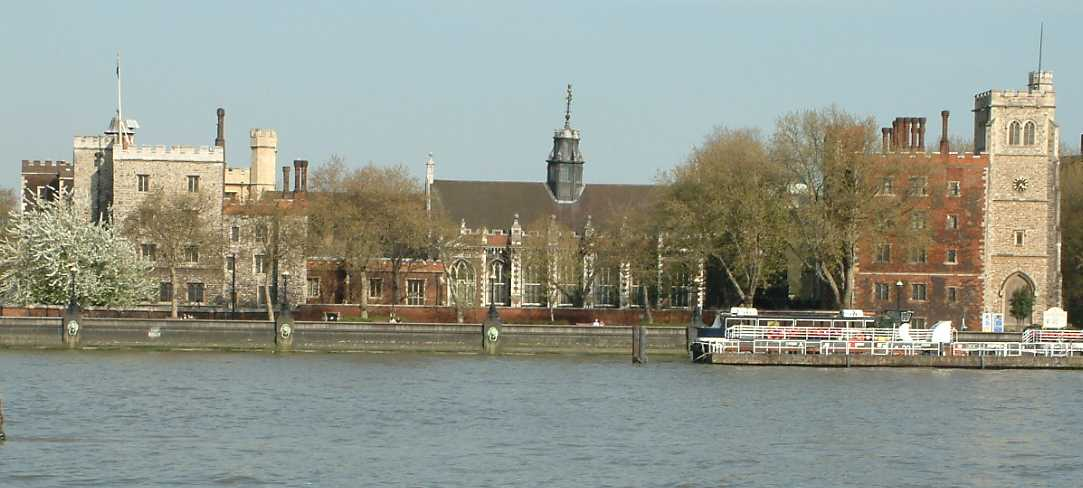
램버스궁

램버스궁(영어: Lambeth Palace)은 잉글랜드 성공회 캔터베리 대주교의 런던에 위치한 관저이다. 램버스구 북부, 템스강 남쪽에 위치하며 웨스트민스터궁 강 건너편에 있다.

## 세인트 메리엣램버스
궁내에는 또한 세인트 메리엣램버스 교회가 있었다. 1972년에 교회로 사용이 중지되어 현재는 정원박물관으로 사용되고 있다.

## 같이 보기
- 궁전 목록
- 화이트홀궁